# San Antonio de Lomerío
San Antonio de Lomerío es una localidad y municipio de Bolivia, ubicado en la provincia Ñuflo de Chaves al oeste del departamento de Santa Cruz. El municipio tiene una superficie de 3.366 km² y cuenta con una población de 6.481 habitantes (según el Censo INE 2012). La localidad se encuentra a 97 km del pueblo de Concepción y tiene una altura media de 500 m s. n. m. El 18 de marzo de 1999 el Congreso Nacional sancionó la aprobación de creación del municipio de San Antonio de Lomerío conjuntamente con el municipio de San Ramón, según Ley Nº1965.

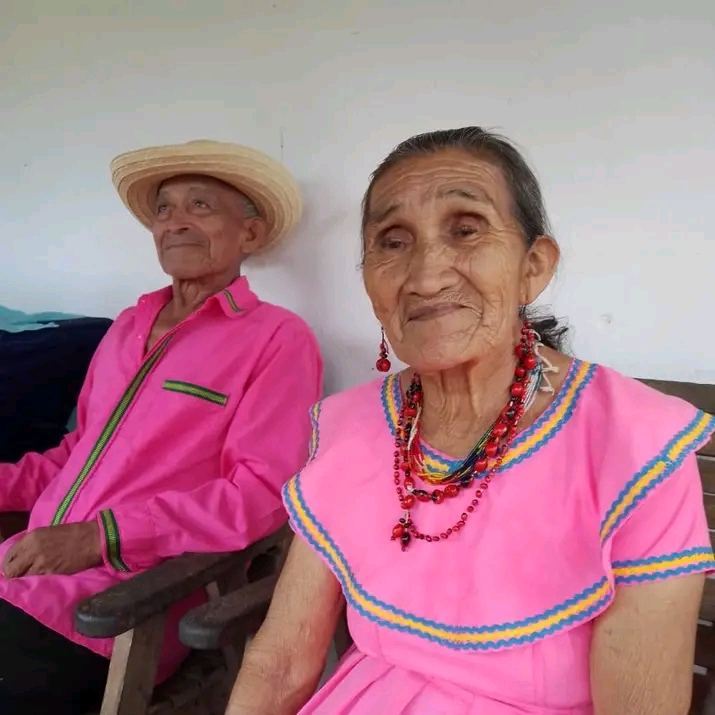
Pareja monkoxi en Lomerío.

Mediante Ley de la República Nº 2911 el 4 de noviembre del 2004, es declarado “Riqueza y Patrimonio Cultural, Natural Tangible e Intangible de Bolivia y Primer Municipio Indígena y Originario del País”, por su forma de vida única en el país, con profundas raíces ancestrales con costumbres, tradiciones, creencia, mitos, su lengua originaria Besiró, música y folklore autóctona.

## Toponimia
San Antonio de Lomerío lleva el nombre de su Santo Patrono San Antonio y Lomerío por la particularidad de su topografía.

## Clima
El clima predominante es subhúmedo pluviestacional con grandes variaciones de precipitación y temperatura entre la época seca y la época lluviosa. La precipitación media anual está entre 1.000 y 1.100 mm, siendo los meses más lluviosos diciembre, enero y febrero.

## Demografía
De acuerdo con el censo boliviano de 2024, la población del municipio de San Antonio de Lomerío es de 6 346 habitantes.
La población del municipio aumentó casi a la mitad entre 1992 y 2001, pero luego se estancó hasta 2024:
| Año  | Habitantes (municipio) | Fuente |
| ---- | ---------------------- | ------ |
| 1992 | 4 567                  | Censo  |
| 2001 | 6 243                  | Censo  |
| 2012 | 6 481                  | Censo  |
| 2024 | 6 346                  | Censo  |

## Transporte
San Antonio se ubica a 260 kilómetros por carretera al noreste de Santa Cruz de la Sierra, la capital del departamento.
Desde Santa Cruz, la carretera nacional pavimentada Ruta 4 recorre 47 km al este vía Cotoca hasta Pailón. Aquí se encuentra con la Ruta 9, que, en dirección norte por Los Troncos y San Julián, llega a San Ramón luego de otros 148 km. La Ruta 9 continúa luego por Trinidad en el extremo noreste del país hasta Guayaramerín en la frontera con Brasil.
Desde San Ramón, un camino rural sin asfaltar conduce hacia el este y después de otros 65 km llega a San Antonio de Lomerío.